# Janty Yates
Pour les articles homonymes, voir Yates.
Janty Yates, née en 1950, est une costumière britannique. 

## Biographie
Elle a commencé sa carrière au cinéma dans le département costumes en 1981 sur le film La Guerre du feu et a remporté l'Oscar des meilleurs costumes en 2001 pour Gladiator. Elle collabore régulièrement avec le réalisateur Ridley Scott.

## Filmographie
- 1995 : L'Anglais qui gravit une colline mais descendit une montagne, de Christopher Monger
- 1996 : Jude, de Michael Winterbottom
- 1997 : Bienvenue à Sarajevo, de Michael Winterbottom
- 1997 : L'Homme qui en savait trop... peu, de Jon Amiel
- 1999 : Guns 1748, de Jake Scott
- 2000 : Gladiator, de Ridley Scott
- 2001 : Stalingrad, de Jean-Jacques Annaud
- 2001 : Hannibal, de Ridley Scott
- 2001 : Charlotte Gray, de Gillian Armstrong
- 2004 : De-Lovely, d'Irwin Winkler
- 2005 : Kingdom of Heaven, de Ridley Scott
- 2006 : Miami Vice : Deux flics à Miami, de Michael Mann
- 2007 : American Gangster, de Ridley Scott
- 2008 : Mensonges d'État, de Ridley Scott
- 2010 : Robin des Bois, de Ridley Scott
- 2012 : Prometheus, de Ridley Scott
- 2013 : Cartel (The Counselor), de Ridley Scott
- 2014 : Exodus: Gods and Kings de Ridley Scott
- 2015 : Seul sur Mars (The Martian) de Ridley Scott
- 2017 : Alien: Covenant de Ridley Scott
- 2021 : House of Gucci de Ridley Scott
- 2023 : Napoleon de Ridley Scott
- 2024 : Gladiator 2 de Ridley Scott
- 2026 : The Dog Stars de Ridley Scott

## Distinctions

### Nominations
- Oscars 2024 : Meilleurs costumes pour Napoléon